# Chặng đua MotoGP Cộng hòa Séc
Chặng đua MotoGP Cộng hòa Séc (tên chính thức Grand Prix České republiky) là một chặng đua thuộc giải đua xe MotoGP được tổ chức từ năm 1965 đến năm 2020 ở trường đua Brno, Cộng hòa Séc. Chặng đua này bao gồm ba thể thức là MotoGP, Moto2, Moto3.

## Lịch sử
Giải đua xe mô tô đầu tiên được tổ chức ở Tiệp Khắc vào năm 1947. Đến năm 1965, nó được sáp nhập và trở thành một chặng đua của giải đua xe MotoGP với tên gọi là chặng đua MotoGP Tiệp Khắc.
Giai đoạn 1983-1986, chặng đua vẫn được tổ chức nhưng không thuộc giải đua MotoGP.
Năm 1992, do những biến động chính trị ở Đông Âu nên chặng đua không được tổ chức. Từ năm 1993, chặng đua được đổi tên thành Chặng đua MotoGP Cộng hòa Séc.
Năm 1996, Valentino Rossi giành được chiến thắng Grand Prix đầu tiên ở cuộc đua thể thức 125cc.  Anh cùng với hai người đồng hương là Giacomo Agostini và Max Biaggi là những người chiến thắng nhiều nhất ở đây.
Năm 2014, Dani Pedrosa giành chiến thắng, qua đó chặn đứng chuỗi 10 chiến thắng liên tiếp của người đồng đội Marc Marquez.
Năm 2016, Cal Crutchlow giành được chiến thắng thể thức MotoGP đầu tiên trong sự nghiệp.
Các năm 2018 và 2019, người chiến thắng lần lượt là Andrea Dovizioso và Marc Marquez.
Năm 2020, Brad Binder giành được chiến thắng thể thức MotoGP đầu tiên trong sự nghiệp. Đây cũng là chiến thắng MotoGP đầu tiên của đội đua Red Bull KTM.

## Kết quả theo năm

### Chặng đua MotoGP Cộng hòa Séc
| Năm  | Trường đua | Moto3                 | Moto3     | Moto2            | Moto2    | MotoGP           | MotoGP | Chi tiết |
| Năm  | Trường đua | Tay đua               | Xe        | Tay đua          | Xe       | Tay đua          | Xe     | Chi tiết |
| ---- | ---------- | --------------------- | --------- | ---------------- | -------- | ---------------- | ------ | -------- |
| 2020 | Brno       | Dennis Foggia         | Honda     | Enea Bastianini  | Kalex    | Brad Binder      | KTM    | Chi tiết |
| 2019 | Brno       | Arón Canet            | KTM       | Álex Márquez     | Kalex    | Marc Márquez     | Honda  | Report   |
| 2018 | Brno       | Fabio Di Giannantonio | Honda     | Miguel Oliveira  | KTM      | Andrea Dovizioso | Ducati | Report   |
| 2017 | Brno       | Joan Mir              | Honda     | Thomas Lüthi     | Kalex    | Marc Márquez     | Honda  | Report   |
| 2016 | Brno       | John McPhee           | Peugeot   | Jonas Folger     | Kalex    | Cal Crutchlow    | Honda  | Report   |
| 2015 | Brno       | Niccolò Antonelli     | Honda     | Johann Zarco     | Kalex    | Jorge Lorenzo    | Yamaha | Report   |
| 2014 | Brno       | Alexis Masbou         | Honda     | Esteve Rabat     | Kalex    | Dani Pedrosa     | Honda  | Report   |
| 2013 | Brno       | Luis Salom            | KTM       | Mika Kallio      | Kalex    | Marc Márquez     | Honda  | Report   |
| 2012 | Brno       | Jonas Folger          | Kalex KTM | Marc Márquez     | Suter    | Dani Pedrosa     | Honda  | Report   |
| Năm  | Trường đua | 125 cc                | 125 cc    | Moto2            | Moto2    | MotoGP           | MotoGP | Chi tiết |
| Năm  | Trường đua | Tay đua               | Xe        | Tay đua          | Xe       | Tay đua          | Xe     | Chi tiết |
| 2011 | Brno       | Sandro Cortese        | Aprilia   | Andrea Iannone   | Suter    | Casey Stoner     | Honda  | Report   |
| 2010 | Brno       | Nicolás Terol         | Aprilia   | Toni Elías       | Moriwaki | Jorge Lorenzo    | Yamaha | Report   |
| Năm  | Trường đua | 125 cc                | 125 cc    | 250 cc           | 250 cc   | MotoGP           | MotoGP | Chi tiết |
| Năm  | Trường đua | Tay đua               | Xe        | Tay đua          | Xe       | Tay đua          | Xe     | Chi tiết |
| 2009 | Brno       | Nicolás Terol         | Aprilia   | Marco Simoncelli | Gilera   | Valentino Rossi  | Yamaha | Report   |
| 2008 | Brno       | Stefan Bradl          | Aprilia   | Alex Debón       | Aprilia  | Valentino Rossi  | Yamaha | Report   |
| 2007 | Brno       | Héctor Faubel         | Aprilia   | Jorge Lorenzo    | Aprilia  | Casey Stoner     | Ducati | Report   |
| 2006 | Brno       | Alvaro Bautista       | Aprilia   | Jorge Lorenzo    | Aprilia  | Loris Capirossi  | Ducati | Report   |
| 2005 | Brno       | Thomas Lüthi          | Honda     | Dani Pedrosa     | Honda    | Valentino Rossi  | Yamaha | Report   |
| 2004 | Brno       | Jorge Lorenzo         | Derbi     | Sebastián Porto  | Aprilia  | Sete Gibernau    | Honda  | Report   |
| 2003 | Brno       | Dani Pedrosa          | Honda     | Randy de Puniet  | Aprilia  | Valentino Rossi  | Honda  | Report   |
| 2002 | Brno       | Lucio Cecchinello     | Aprilia   | Marco Melandri   | Aprilia  | Max Biaggi       | Yamaha | Report   |
| Năm  | Trường đua | 125 cc                | 125 cc    | 250 cc           | 250 cc   | 500 cc           | 500 cc | Chi tiết |
| Năm  | Trường đua | Tay đua               | Xe        | Tay đua          | Xe       | Tay đua          | Xe     | Chi tiết |
| 2001 | Brno       | Toni Elías            | Honda     | Tetsuya Harada   | Aprilia  | Valentino Rossi  | Honda  | Report   |
| 2000 | Brno       | Roberto Locatelli     | Aprilia   | Shinya Nakano    | Yamaha   | Max Biaggi       | Yamaha | Report   |
| 1999 | Brno       | Marco Melandri        | Honda     | Valentino Rossi  | Aprilia  | Tadayuki Okada   | Honda  | Report   |
| 1998 | Brno       | Marco Melandri        | Honda     | Tetsuya Harada   | Aprilia  | Max Biaggi       | Honda  | Report   |
| 1997 | Brno       | Noboru Ueda           | Honda     | Max Biaggi       | Honda    | Michael Doohan   | Honda  | Report   |
| 1996 | Brno       | Valentino Rossi       | Aprilia   | Max Biaggi       | Aprilia  | Àlex Crivillé    | Honda  | Report   |
| 1995 | Brno       | Kazuto Sakata         | Aprilia   | Max Biaggi       | Aprilia  | Luca Cadalora    | Yamaha | Report   |
| 1994 | Brno       | Kazuto Sakata         | Aprilia   | Max Biaggi       | Aprilia  | Michael Doohan   | Honda  | Report   |
| 1993 | Brno       | Kazuto Sakata         | Honda     | Loris Reggiani   | Aprilia  | Wayne Rainey     | Yamaha | Report   |

### Chặng đua MotoGP Tiệp Khắc
| Năm  | Trường đua | 125 cc              | 125 cc  | 250 cc        | 250 cc | 500 cc       | 500 cc | Chi tiết |
| Năm  | Trường đua | Tay đua             | Xe      | Tay đua       | Xe     | Tay đua      | Xe     | Chi tiết |
| ---- | ---------- | ------------------- | ------- | ------------- | ------ | ------------ | ------ | -------- |
| 1991 | Brno       | Alessandro Gramigni | Aprilia | Helmut Bradl  | Honda  | Wayne Rainey | Yamaha | Report   |
| 1990 | Brno       | Hans Spaan          | Honda   | Carlos Cardús | Honda  | Wayne Rainey | Yamaha | Report   |

| Năm  | Trường đua | 80 cc             | 80 cc   | 125 cc         | 125 cc   | 250 cc           | 250 cc | 500 cc          | 500 cc | Chi tiết |
| Năm  | Trường đua | Tay đua           | Xe      | Tay đua        | Xe       | Tay đua          | Xe     | Tay đua         | Xe     | Chi tiết |
| ---- | ---------- | ----------------- | ------- | -------------- | -------- | ---------------- | ------ | --------------- | ------ | -------- |
| 1989 | Brno       | Herri Torrontegui | Krauser | Àlex Crivillé  | JJ Cobas | Reinhold Roth    | Honda  | Kevin Schwantz  | Suzuki | Report   |
| 1988 | Brno       | Jorge Martínez    | Derbi   | Jorge Martínez | Derbi    | Juan Garriga     | Yamaha | Wayne Gardner   | Honda  | Report   |
| 1987 | Brno       | Stefan Dörflinger | Krauser | Fausto Gresini | Garelli  | Anton Mang       | Honda  | Wayne Gardner   | Honda  | Report   |
| 1986 | Brno       | Bruno Casanova    |         |                |          | Hans Lindner     |        |                 |        | Report   |
| 1985 | Brno       |                   |         | Paul Bordes    |          | Massimo Matteoni |        |                 |        | Report   |
| 1984 | Brno       |                   |         |                |          |                  |        | Massimo Messere |        | Report   |
| Năm  | Trường đua | 50 cc             | 50 cc   | 125 cc         | 125 cc   | 250 cc           | 250 cc | 500 cc          | 500 cc | Chi tiết |
| Năm  | Trường đua | Tay đua           | Xe      | Tay đua        | Xe       | Tay đua          | Xe     | Tay đua         | Xe     | Chi tiết |
| 1983 | Brno       |                   |         |                |          |                  |        | Gustav Reiner   |        | Report   |

| Năm  | Trường đua | 50 cc           | 50 cc               | 125 cc            | 125 cc            | 250 cc            | 250 cc          | 350 cc             | 350 cc          | 500 cc            | 500 cc    | Chi tiết |
| Năm  | Trường đua | Tay đua         | Xe                  | Tay đua           | Xe                | Tay đua           | Xe              | Tay đua            | Xe              | Tay đua           | Xe        | Chi tiết |
| ---- | ---------- | --------------- | ------------------- | ----------------- | ----------------- | ----------------- | --------------- | ------------------ | --------------- | ----------------- | --------- | -------- |
| 1982 | Brno       |                 |                     | Eugenio Lazzarini | Garelli           | Carlos Lavado     | Yamaha          | Didier de Radiguès | Chevallier      |                   |           | Report   |
| 1981 | Brno       | Theo Timmer     | Bultaco             |                   |                   | Anton Mang        | Kawasaki        | Anton Mang         | Kawasaki        |                   |           | Report   |
| 1980 | Brno       |                 |                     | Guy Bertin        | Motobécane        | Anton Mang        | Kawasaki        | Anton Mang         | Kawasaki        |                   |           | Report   |
| 1979 | Brno       |                 |                     | Guy Bertin        | Motobécane        | Kork Ballington   | Kawasaki        | Kork Ballington    | Kawasaki        |                   |           | Report   |
| 1978 | Brno       | Ricardo Tormo   | Bultaco             |                   |                   | Kork Ballington   | Kawasaki        | Kork Ballington    | Kawasaki        |                   |           | Report   |
| 1977 | Brno       |                 |                     |                   |                   | Franco Uncini     | Harley-Davidson | Johnny Cecotto     | Yamaha          | Johnny Cecotto    | Yamaha    | Report   |
| 1976 | Brno       |                 |                     |                   |                   | Walter Villa      | Harley-Davidson | Walter Villa       | Harley-Davidson | John Newbold      | Suzuki    | Report   |
| 1975 | Brno       |                 |                     | Leif Gustafsson   | Yamaha            | Michel Rougerie   | Harley-Davidson | Otello Buscherini  | Yamaha          | Phil Read         | MV Agusta | Report   |
| 1974 | Brno       | Henk van Kessel | Van Veen Kreidler   | Kent Andersson    | Yamaha            | Walter Villa      | Harley-Davidson |                    |                 | Phil Read         | MV Agusta | Report   |
| 1973 | Brno       |                 |                     | Otello Buscherini | Malanca           | Dieter Braun      | Yamaha          | Teuvo Länsivuori   | Yamaha          | Giacomo Agostini  | MV Agusta | Report   |
| 1972 | Brno       |                 |                     | Börje Jansson     | Maico             | Jarno Saarinen    | Yamaha          | Jarno Saarinen     | Yamaha          | Giacomo Agostini  | MV Agusta | Report   |
| 1971 | Brno       | Barry Sheene    | Kreidler            | Ángel Nieto       | Derbi             | János Drapál      | Yamaha          | Jarno Saarinen     | Yamaha          |                   |           | Report   |
| 1970 | Brno       | Aalt Toersen    | Jamathi             | Gilberto Parlotti | Morbidelli        | Kel Carruthers    | Yamaha          | Giacomo Agostini   | MV Agusta       |                   |           | Report   |
| 1969 | Brno       | Paul Lodewijkx  | Jamathi             | Dave Simmonds     | Kawasaki          | Renzo Pasolini    | Benelli         | Giacomo Agostini   | MV Agusta       | Giacomo Agostini  | MV Agusta | Report   |
| 1968 | Brno       |                 |                     | Phil Read         | Yamaha            | Phil Read         | Yamaha          | Giacomo Agostini   | MV Agusta       | Giacomo Agostini  | MV Agusta | Report   |
| 1967 | Brno       |                 |                     | Bill Ivy          | Yamaha            | Phil Read         | Yamaha          | Mike Hailwood      | Honda           | Mike Hailwood     | Honda     | Report   |
| 1966 | Brno       |                 |                     | Luigi Taveri      | Honda             | Mike Hailwood     | Honda           | Mike Hailwood      | Honda           | Mike Hailwood     | Honda     | Report   |
| 1965 | Brno       |                 |                     | Frank Perris      | Suzuki            | Phil Read         | Yamaha          | Jim Redman         | Honda           | Mike Hailwood     | MV Agusta | Report   |
| 1964 | Brno       |                 |                     | Luigi Taveri      |                   | Heinz Rosner      |                 | Stanislav Malina   |                 |                   |           | Report   |
| 1963 | Brno       |                 |                     | Luigi Taveri      |                   | Stanislav Malina  |                 | Gustav Havel       |                 | Gustav Havel      |           | Report   |
| 1962 | Brno       |                 |                     |                   |                   | Stanislav Malina  |                 | Jim Redman         |                 | František Šťastný |           | Report   |
| Năm  | Trường đua |                 | 125cc               | 250cc             | 350cc             | 500cc             | Report          |                    |                 |                   |           |          |
| 1961 | Brno       |                 | Jim Redman          | Jim Redman        | František Šťastný | Rudolf Thalhammer | Report          |                    |                 |                   |           |          |
| 1960 | Brno       |                 | Ernst Degner        | František Šťastný | František Šťastný | Gary Hocking      | Report          |                    |                 |                   |           |          |
| 1959 | Brno       |                 | Ernst Degner        | František Srna    | František Šťastný | Eric Hinton       | Report          |                    |                 |                   |           |          |
| 1958 | Brno       |                 | Ernst Degner        | František Bartoš  | František Šťastný | Dickie Dale       | Report          |                    |                 |                   |           |          |
| 1957 | Brno       |                 | Ernst Degner        | Helmut Hallmeier  | Helmut Hallmeier  | Gerold Klinger    | Report          |                    |                 |                   |           |          |
| 1956 | Brno       |                 | František Bartoš    | Horst Kassner     | František Šťastný | Gerold Klinger    | Report          |                    |                 |                   |           |          |
| 1955 | Brno       |                 | Václav Parus        | Horst Kassner     | Hans Baltisberger | Keith Campbell    | Report          |                    |                 |                   |           |          |
| 1954 | Brno       |                 | František Bartoš    | František Šťastný | Leonhard Faßl     | Gustav Havel      | Report          |                    |                 |                   |           |          |
| 1952 | Brno       |                 | Bernhard Petruschke | František Bartoš  | František Bartoš  | Antonín Vitvar    | Report          |                    |                 |                   |           |          |
| 1951 | Brno       |                 |                     |                   |                   | Antonín Vitvar    | Report          |                    |                 |                   |           |          |
| 1950 | Brno       |                 |                     | Josef Vejvoda     | Antonín Vitvar    | Antonín Vitvar    | Report          |                    |                 |                   |           |          |
| 1947 | Prague     |                 |                     | Fergus Anderson   | Fergus Anderson   | Ted Frost         | Report          |                    |                 |                   |           |          |